# Use Your Illusion
Use Your Illusion — сборник американской рок-группы Guns N’ Roses, вышедший в 1998 году.

## Об альбоме
Use Your Illusion создан из двух альбомов, вышедших в связи с туром Use Your Illusion Tour. Они были выпущены под названием Use Your Illusion I и Use Your Illusion II.
«Use Your Illusion» был выпущен только в США и состоит только из песен, где не была использована ненормативная лексика (кроме одного использования выражения «bullshit» в песне «14 Years»).

## Список композиций

### Use Your Illusion I
1. «Live and Let Die» (Пол Маккартни, Линда Маккартни) — 3:04
2. «Don’t Cry» (Иззи Стрэдлин, Эксл Роуз) — 4:44
3. «You Ain’t the First» (Иззи Стрэдлин) — 2:36
4. «November Rain» (Эксл Роуз) — 8:57
5. «The Garden» (Эксл Роуз, Arkeen, Del James) — 5:22
6. «Dead Horse» (Эксл Роуз) — 4:17

### Use Your Illusion II
1. «Civil War» (Эксл Роуз, Слэш, Дафф Маккаган) — 7:42
2. «14 Years» (Иззи Стрэдлин) — 4:21
3. «Yesterdays» (Эксл Роуз, West Arkeen, Del James, Billy McCloud) — 3:16
4. «Knockin’ on Heaven’s Door» (Боб Дилан) — 5:20
5. «Estranged» (Эксл Роуз) — 9:23
6. «Don’t Cry» (другой текст) (Иззи Стрэдлин, Эксл Роуз) — 4:43